# Eys
Eys (Limburgs: Ees) is een dorp in Zuid-Limburg in Nederland. Het dorp is gelegen in het Eyserbeekdal, het beekdal van de Eyserbeek. Eys is een van de tien kerkdorpen van de gemeente Gulpen-Wittem en heeft 1.665 inwoners, inclusief het buitengebied en bijbehorende buurtschappen en gehuchten ruim 2000.

## Geschiedenis

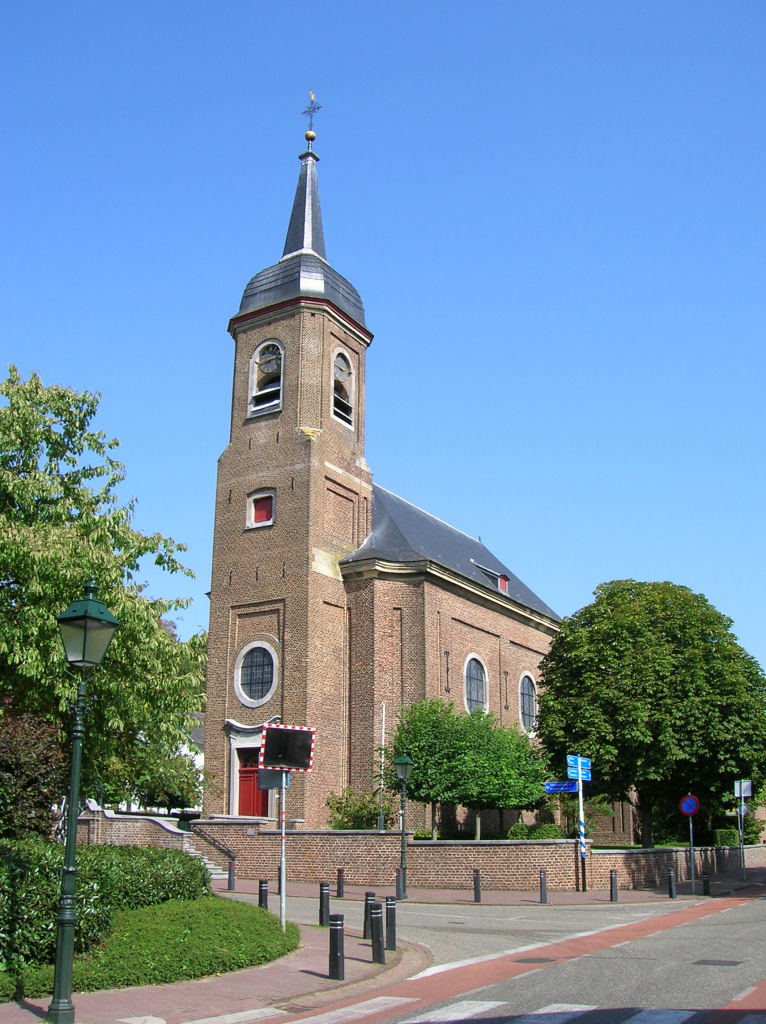
Sint Agathakerk

De eerste officiële vermelding van Eys (toen nog Hanzon) staat in een oorkonde van het Sint Pauluskapittel te Luik uit 1193. Het oudste deel van het dorp ligt rondom de huidige Sint-Agathakerk, dat op de kruising tussen de weg van Simpelveld naar Partij-Wittem en de weg naar Ubachsberg is ontstaan. De barokke kerk is de tweede die Eys heeft gehad, de oudere Agathakerk bestond al in de 12e eeuw op de Boerenberg en werd herbouwd in 1712. Dertig jaar later werd in opdracht van Ferdinand von Plettenberg, de toenmalige graaf van het rijksgraafschap Wittem waartoe een deel van Eys behoorde, de huidige eenbeukige kerk gebouwd naar een ontwerp van de Duitse bouwmeester J.C. Schlaun en verving hiermee de oude. Schlaun was in dezelfde periode ook verantwoordelijk voor de bouw van het klooster van Wittem. De barokstijl waarin beide bouwwerken zijn gebouwd is vrij weinig te vinden in de streek, het wordt gekenmerkt door de ui-vormige torenspitsen.
De heuvel waar de Sint-Agathakerk aan gelegen heeft was een motteheuvel waar Kasteel Eys heeft gestaan. Naast deze motteheuvel ligt er een wijngaard. Wijnproductie heeft in Eys een eeuwenoude geschiedenis, die teruggaat tot in 1125. Ridder Arnold, de broer van de toenmalige edelvrouwe van Eys werd voor zijn diensten in Eys betaald met Eyser wijn. Bovendien vermelden de cijnsregisters van Eys in 1558 dat de verre opvolger van deze Arnold, de borggraaf van Eys, belasting moet betalen aan de toenmalige heer van Strijthagen van Eys.
Deze borggraaf woonde toen overigens Opt Huys in Eys. Opt Huys is in 1558 de gangbare naam voor het huis dat verheven op de Boerenberg lag, de plek achter de kerk van Eys. Vermeldenswaardig is dat dezelfde cijnsregisters melden dat Eys in die tijd beschikte over een wijnhuis. Dit wijnhuis had voorheen de functie van bierbrouwerij (panhuys). De wijn van Eys was blijkbaar een lokaal product dat qua kwaliteit de concurrentie met het lokale bier aan kon. Tegenwoordig heeft Eys nog één wijnproducent: Domein Aldenborgh. Het bijzondere van Domein Aldenborgh is dat op de unieke Eyser mix van Kunradersteen en Gulpenerkrijt de enige Limburgse biologische wijn wordt geproduceerd.
Bestuurlijk behoort Eys al sinds het ontstaan van de gemeente Wittem na de Franse Revolutie aan het einde van 18e eeuw tot deze gemeente, die in 1999 fuseerde tot de nieuwe gemeente Gulpen-Wittem.

## Bezienswaardigheden
- Kasteel Goedenraad.
- De Sint-Agathakerk, voornamelijk 18e-eeuws.
- De Moeder Godskapel van 1905, nabij Wittemerweg 7, verving een kapel van 1696 welke een beeld bevatte van de Moeder Gods, dat echter verdwenen is. De nieuwe kapel, in Kunradersteen, is gewijd aan het Heilig Hart maar is in de volksmond Moeder Godskapel blijven heten.
- Lourdesgrot aan Sint-Agathastraat met achterliggende schuilkelder.
- Heilig Hartbeeld van 1919.
- Diverse vakwerkhuizen, boerderijen in Kunradersteen en dergelijke, meest 18e-eeuws.

Zie ook
- Lijst van rijksmonumenten in Eys

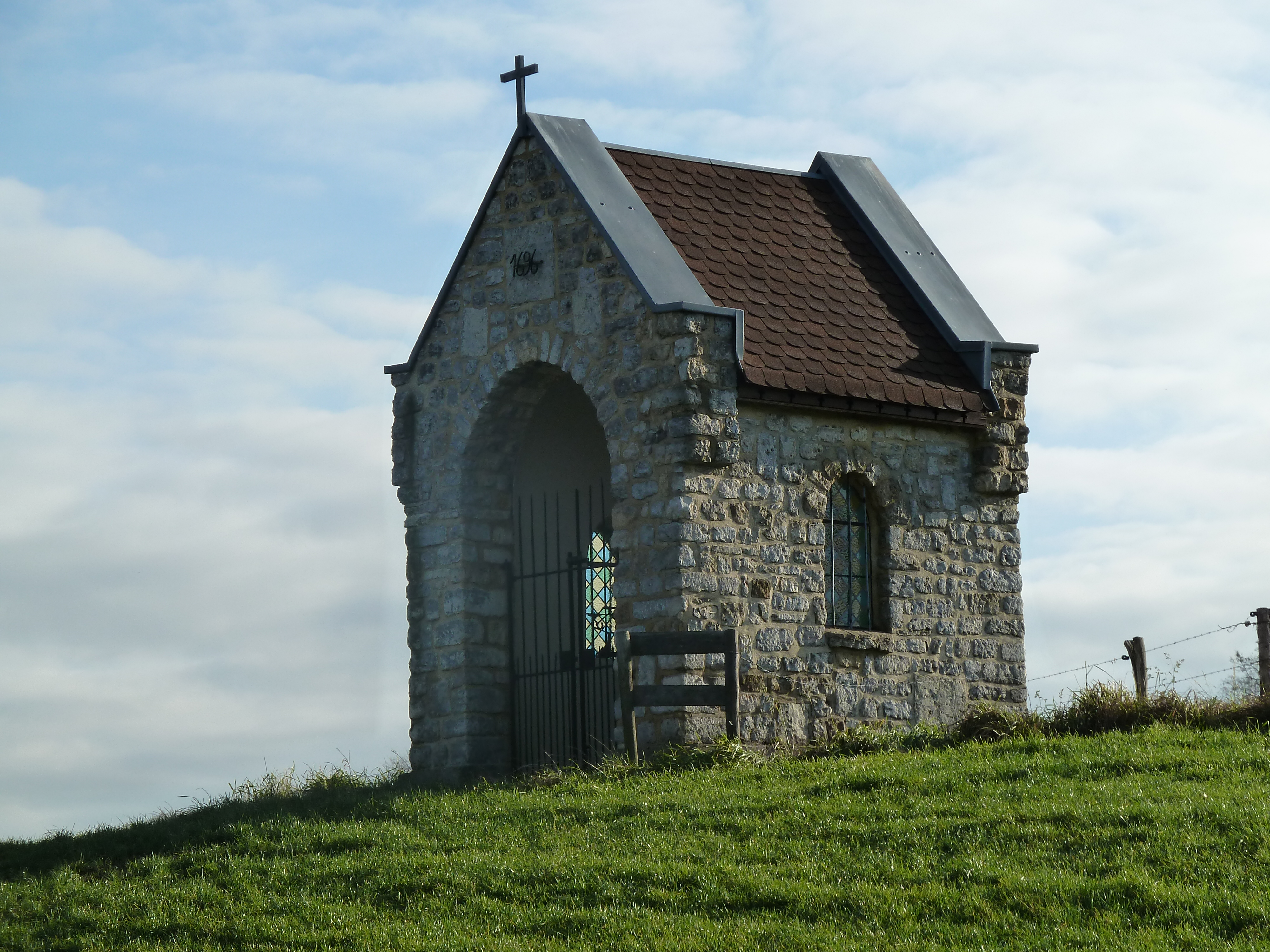
Kapel aan de Wittemerweg
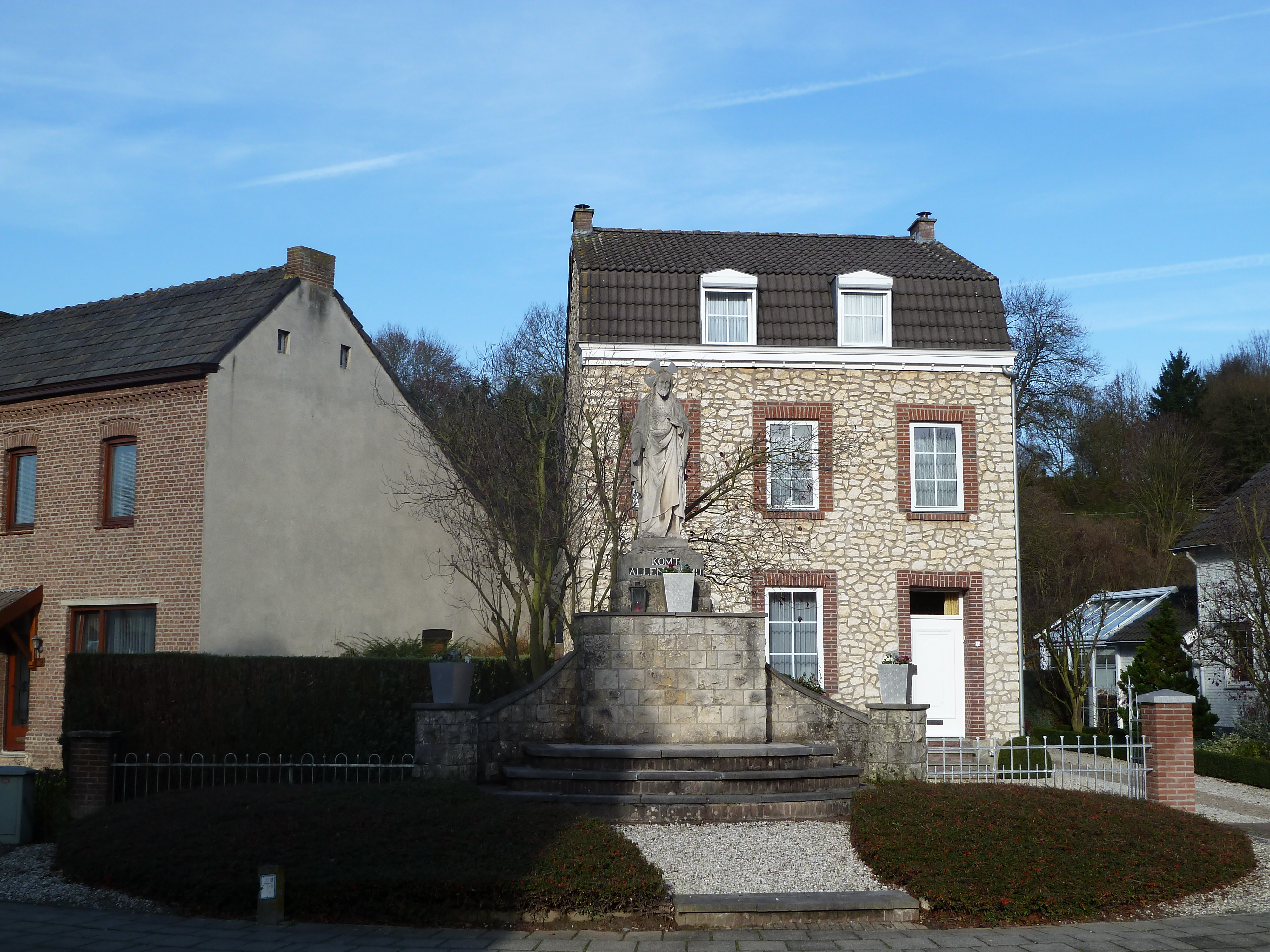
Beeld aan kruising Kelderweg-Meester Dr Froweinweg
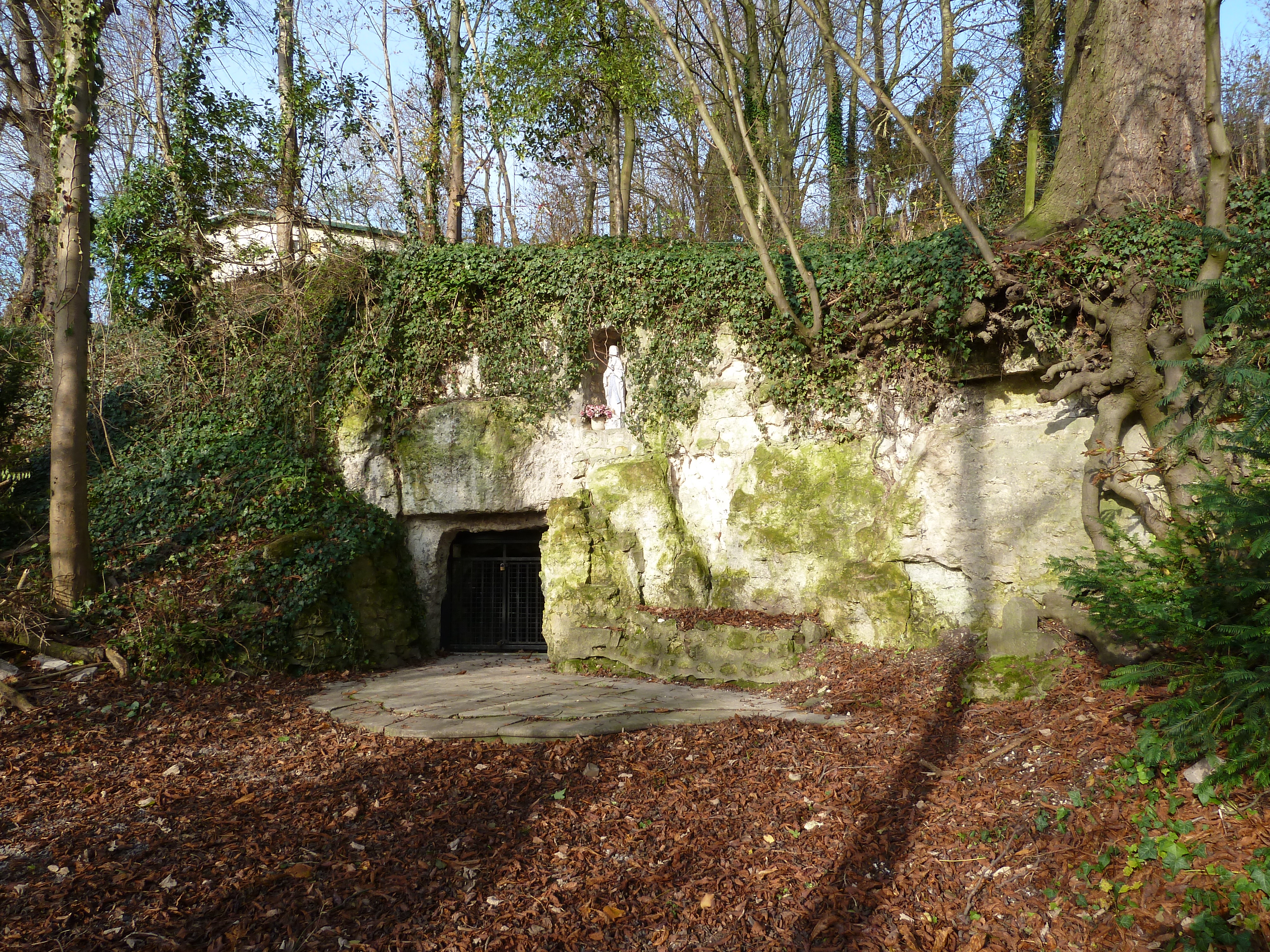
Bij de Boerenberg
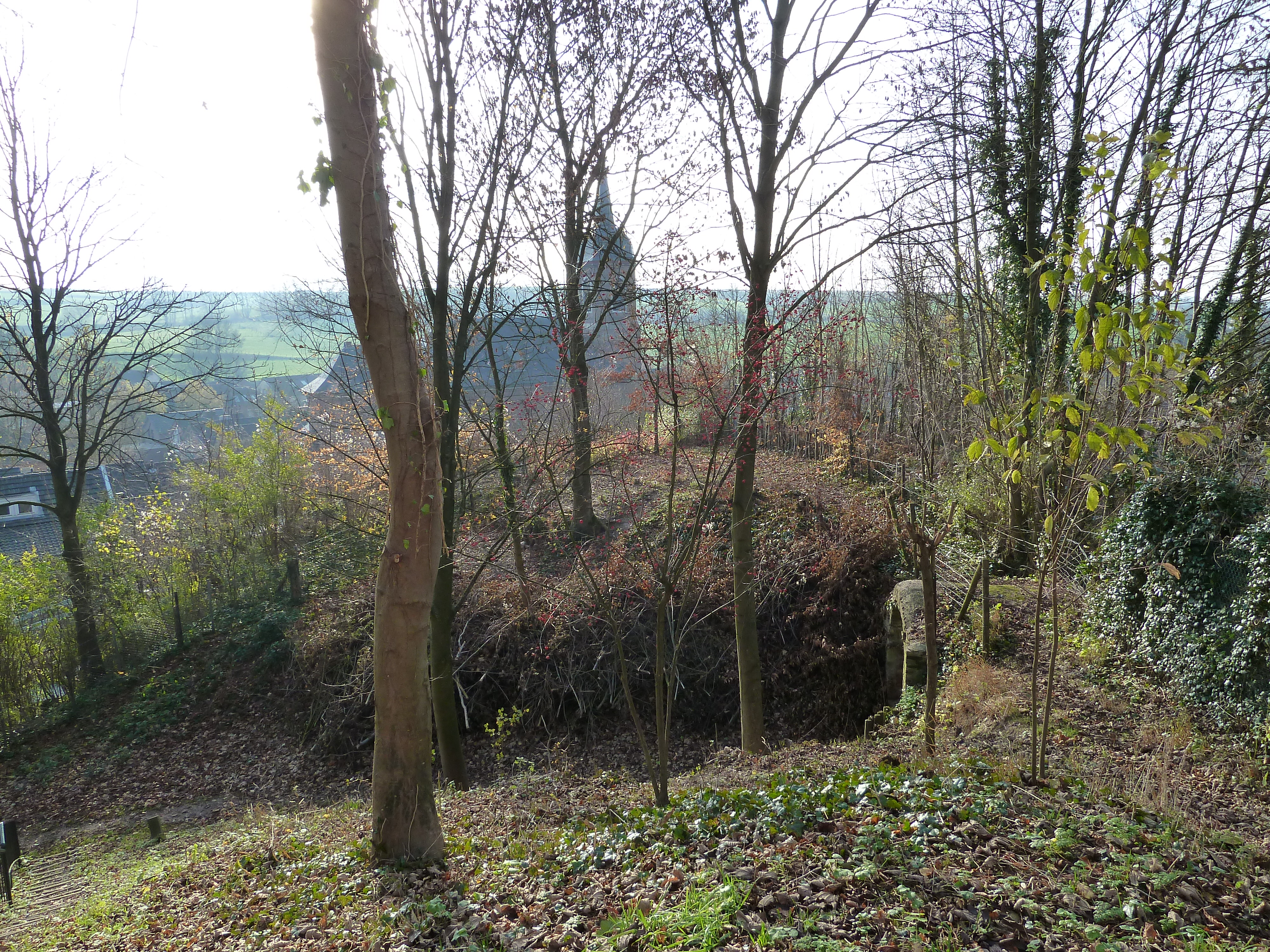
De motte van Eys op de Boerenberg
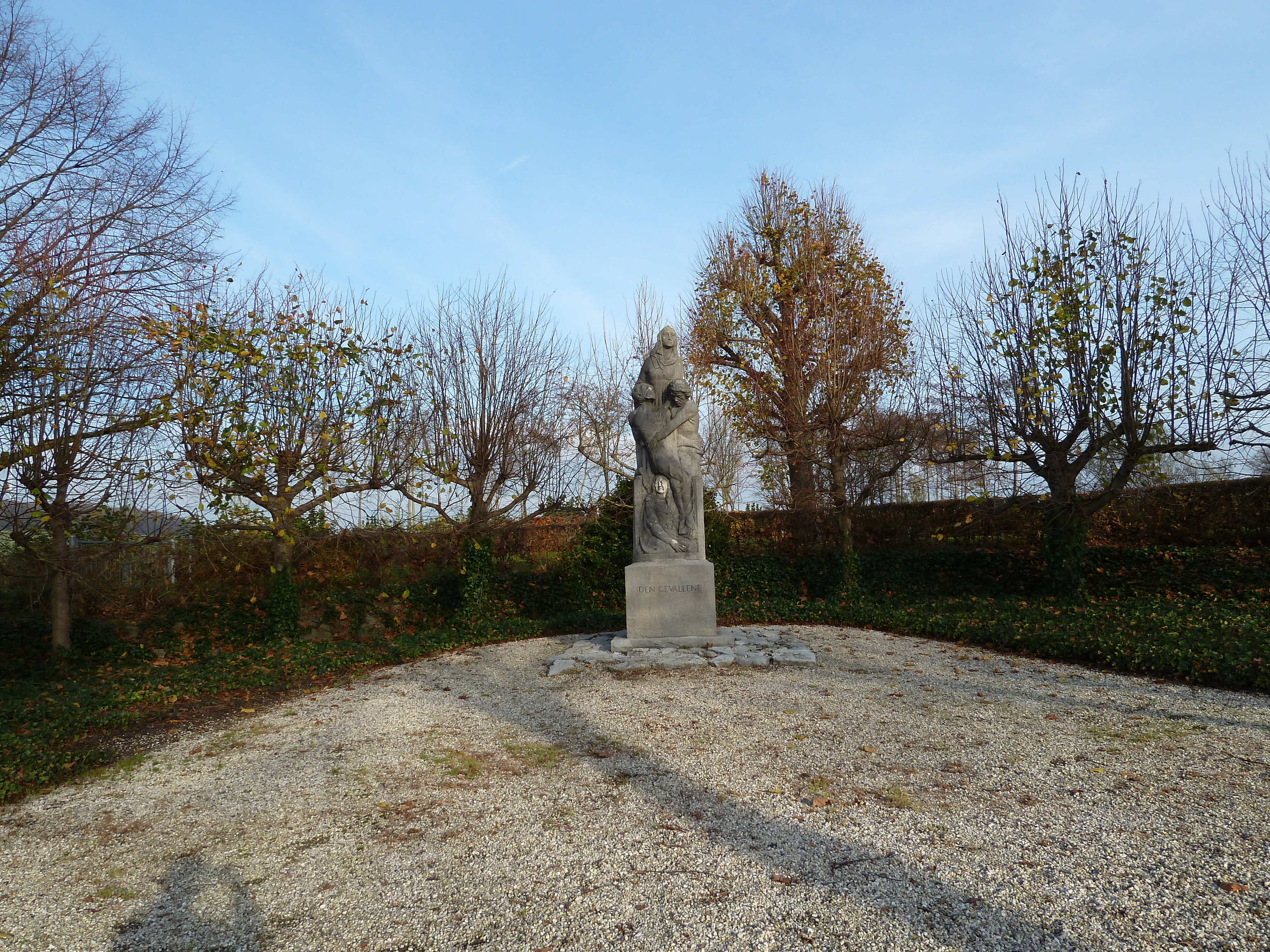
Herdenkingsmonument Wittemerweg
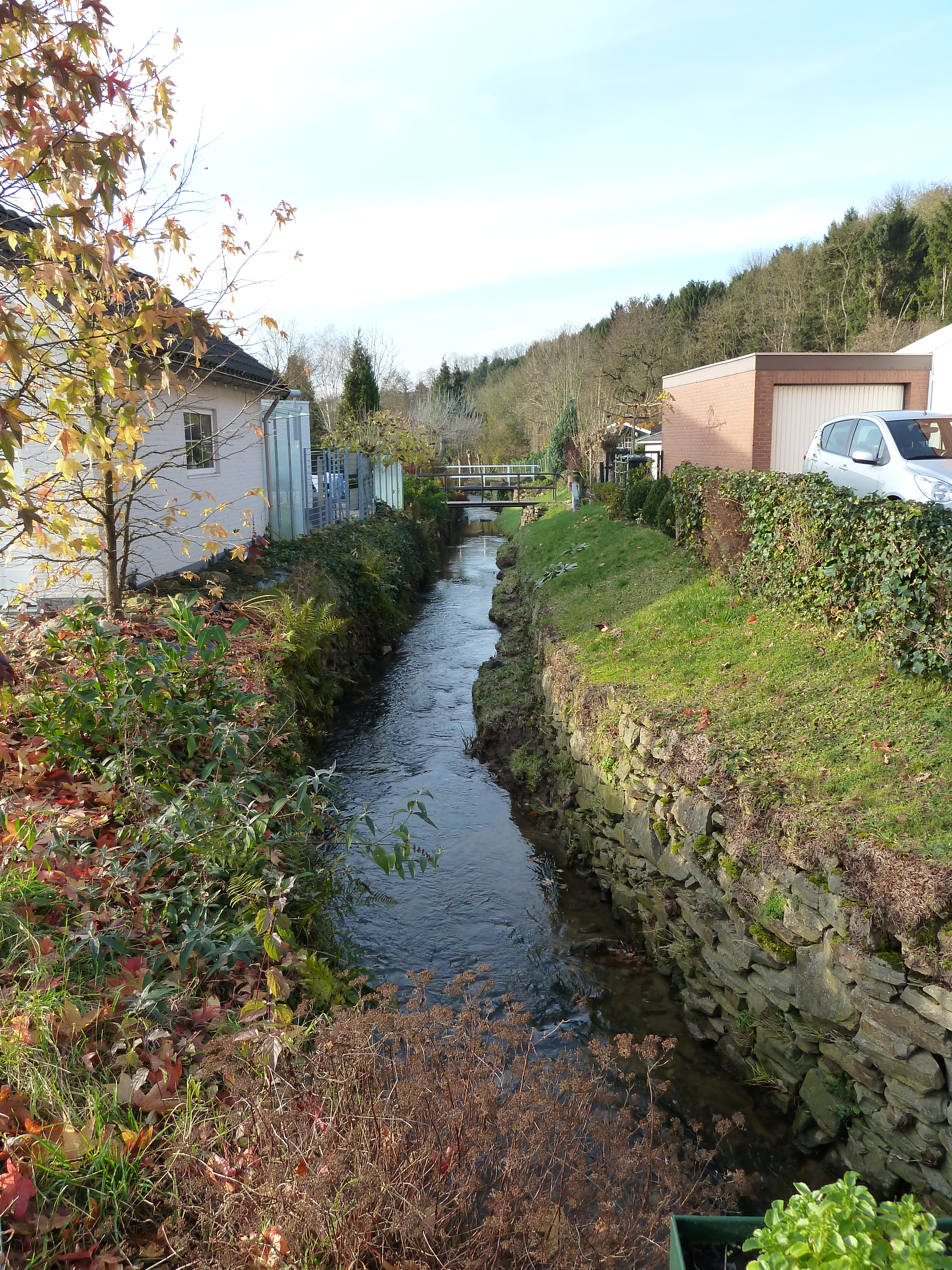
Eyserbeek ter hoogte Kromhagerweg

## Geografie

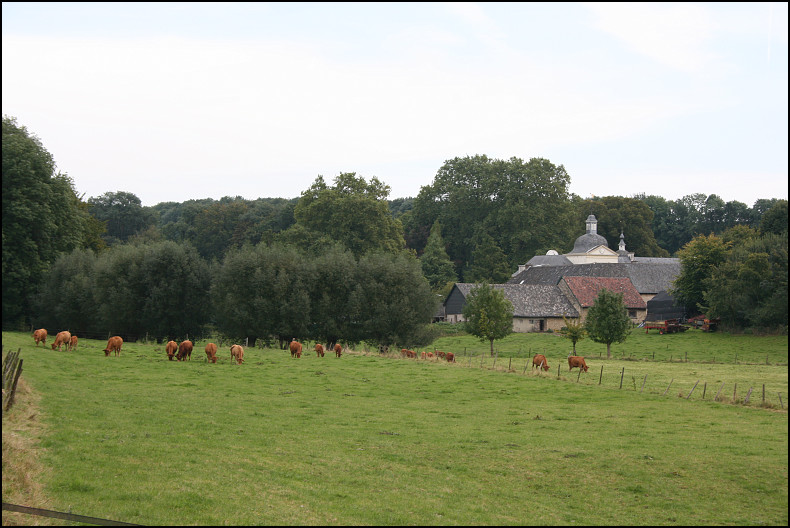
Kasteel Goedenraad

Eys ligt op een hoogte van ongeveer 110 meter. Het beekdal waarin het dorp is gelegen is ontstaan door de Eyserbeek. Deze beek, waaraan het dorp zijn naam dankt, vindt zijn oorsprong in de buurt van Bocholtz en stroomt vanaf hier van oost naar west door Simpelveld, door Eys en langs de Wittemse buurtschap Cartils om iets ten westen van deze groep huizen in de Geul uit te monden. Een spoorlijn (de voormalige spoorlijn Aken - Maastricht, waar thans op woensdagen, zondagen en tijdens de zomermaanden een toeristische stoomtrein van de Zuid-Limburgse Stoomtrein Maatschappij rijdt) loopt door het gehele dal en heeft ter hoogte Eys een station, hoewel dit een eind buiten het dorp is gelegen. Bij het station ligt de buurtschap Eyserhalte. Mede dankzij deze spoorweg en vooral de bijzondere ligging trekt het dorp jaarlijks vele toeristen aan. Het dorp ligt tussen het Plateau van Bocholtz en het Plateau van Ubachsberg. In de nabijheid liggen natuurgebieden waaronder het Eyserbos en de beschermde Eyserheide, in vroegere tijden een heide-, thans landbouwgebied waarin de zeldzame korenwolf (een soort hamster) leeft. Bij Overeys ligt verder nog het Froweinbos.
De plaats wordt tegenwoordig door de beek in tweeën gesplitst, het oostelijke gedeelte wordt Overeys genoemd omdat het vanaf het oude dorp gezien aan de overzijde van de beek is gelegen. Ten noorden van Eys, op het heuvelplateau Plateau van Ubachsberg, liggen de grotendeels bij het dorp horende gehuchten Eyserheide en Trintelen, waarvan ook enkele woningen bij de aangrenzende gemeente Voerendaal horen. Ook hoort bij Eys de buurtschap De Piepert, dat zich ten westen van de plaats aan de beek bevindt, ingeklemd tussen de spoordijk van de ZLSM (ook wel Miljoenenlijn genoemd) en de Eyserberg. Tussen de noordwestelijk gelegen Eyserberg en de noordoostelijke heuvel met uitloper Boerenberg ligt een droogdal, de Grachterdalgrub.
Aan de zuidzijde van het dorp ligt de Kruisberg en aan de andere zijde van deze heuvel ligt het dorpje Wahlwiller.

## Sport
Eys heeft de oudste voetbalvereniging van de gemeente Gulpen-Wittem, SV Zwart-Wit '19. Deze amateurvoetbalclub, opgericht in 1919, speelt op Sportpark Hanzon in Eys. Verder zijn in Eys Handbalvereniging Esia, tafelvoetbalclub Blauw-Wit '62 en Kegelclub de Sjirwa's actief.

### Wielrennen
Ook bij de wielersport is Eys bekend, de Eyserbosweg is een van de lastigste klimmen die Zuid-Limburg rijk is en een van de belangrijkste van de Amstel Gold Race. Deze klim is onder andere opgenomen in de fietsvariant van de Mergellandroute, de variant voor gemotoriseerd verkeerd voert tevens door het dorp. Parallel aan de Eyserbosweg ligt de Eyserweg naar Trintelen. Deze beklimming was in 2006 opgenomen in de 3e etappe van de Ronde van Frankrijk van Esch-sur-Alzette naar Valkenburg.
Tijdens de 4e etappe van de Ronde van Spanje in 2009 was er ook een doorkomst in Eys en kwam het peloton via Wittem Eys binnen.

## Carnaval
In Eys speelt het jaarlijkse carnaval een belangrijke rol. Al in november worden de Prins en de Jeugdprins van de plaatselijke carnavalsverenigingen De Öss en De Össkes geproclameerd. Tussen Kerstmis en carnaval vinden er tal van carnavalgerelateerde evenementen plaats. Daarnaast kent Eys een diversiteit aan carnavalsgroepen en -clubs, waaronder de Ezer Sjnake, de Eeser Import Cloeb, de Auw Wiever en de Eeser Sjteare. De traditionele optocht trekt op carnavalszondag door het dorp.

## Televisietoren
De Zendmast Eys vormt een belangrijke schakel in het doorgeven van radio- en televisiesignalen. Aan de Eyserbosweg staat bovenaan de berg de televisietoren van Eys. Omdat deze toren vrij hoog staat, en dus in het zicht staat van de televisietorens in Aken en Luik is deze televisietoren een belangrijke schakel voor Eurovisieuitzendingen. Daarnaast is er vanuit Eys een rechtstreekse videoverbinding met Hilversum mogelijk dankzij een aansluitpunt in een speciale kast bij de toegangspoort van de televisietoren.

## Geboren in Eys
- René van der Linden (1943), politicus
- Reg van Loo (1952), burgemeester van Vaals

## Nabijgelegen kernen
Wahlwiller, Nijswiller, Simpelveld, Ubachsberg, Wijlre, Wittem
Bovendien liggen in de nabijheid van Eys de buurtschappen Overeys, Trintelen, Eyserheide, Elkenrade en De Piepert